# Mattias Beck
Mattias Beck, född 21 januari 1983 i Täby, Stockholms län, är en svensk ishockeyspelare.
Beck spelar för SC Riessersee i DEL2. Han har också spelat för AIK Ishockey i Elitserien, samt IK Oskarshamn och HV71. Han har representerat Sverige i J-VM och kommer från AIK:s årskull 1983 där bland annat elitseriespelarna Andreas Jämtin, Fredrik Hynning, Yared Hagos kommer från. Mattias Beck blev den 21 oktober 2010 utlånad till Mora IK i Hockeyallsvenskan. Den 19 juni 2014 skrev han på ett tvåårskontrakt med Södertälje SK.